# Rivière Makobe
La rivière Makobe est une rivière du Nord-Est de l'Ontario, au Canada . Elle fait partie bassin versant de la rivière des Outaouais et est un affluent rive gauche de la rivière Montréal .

## Cours
La rivière commence au lac Makobe dans le parc provincial Lady Evelyn-Smoothwater dans le canton géographique de Whitson dans le territoire non organisé de Timiskaming Ouest et coule vers le nord dans le lac Banks et dans le canton géographique de Banks. Il continue vers le nord, entrant dans le parc provincial Makobe-Grays River de 1 420 ha  (un parc de voies navigables des deux côtés de la rivière) et chevauchant la frontière avec le canton géographique de Wallis adjacent à l'ouest. La rivière continue vers le nord, entre dans le canton géographique Willet, prend dans l'affluent gauche Crane Creek, puis dans l'affluent droit Cucumber Creek, et entre dans le canton de James (en) incorporé . Il prend dans l'affluent gauche de la rivière Bear, sort du parc provincial Makobe-Grays River juste avant la communauté d'Elk Lake et atteint son embouchure à la rivière Montréal. La rivière Montréal coule via le lac Témiscamingue et la rivière des Outaouais jusqu'au fleuve Saint-Laurent.

## Histoire naturelle
Outre le parc provincial Lady Evelyn-Smoothwater et le parc provincial Makobe-Grays River, le bassin hydrographique comprend également la réserve de conservation Makobe Grays Ice Margin, une 903 ha de chaque côté de la rivière autour et en amont de l'afflux de Crane Creek, qui protège les « crêtes moraines uniques surmontées d'épinettes » et les « communautés uniques de pin gris et de peuplier trouvées sur la moraine de Makobe Grays end ».